# Jordanisca tenuisaria
Jordanisca tenuisaria är en fjärilsart som beskrevs av Otto Staudinger 1900. Jordanisca tenuisaria ingår i släktet Jordanisca och familjen mätare. Inga underarter finns listade i Catalogue of Life.